# Roboamo
Roboamo (Gerusalemme, 972 a.C. – Gerusalemme, 914 a.C.) fu il primo re di Giuda quando, alla morte del re Salomone, il Regno di Giuda e Israele si divise in due regni rivali.
Era figlio di Salomone e della moglie ammonita Naama. Regnò per 17 anni dal 931 al 914 a.C. ed alla sua morte gli succedette il figlio Abia di Giuda.
La sua storia è raccontata soprattutto dalla Bibbia e precisamente nei Libri dei Re e nei Libri delle Cronache.

## Racconto biblico
(Cronache, 10:1-15)

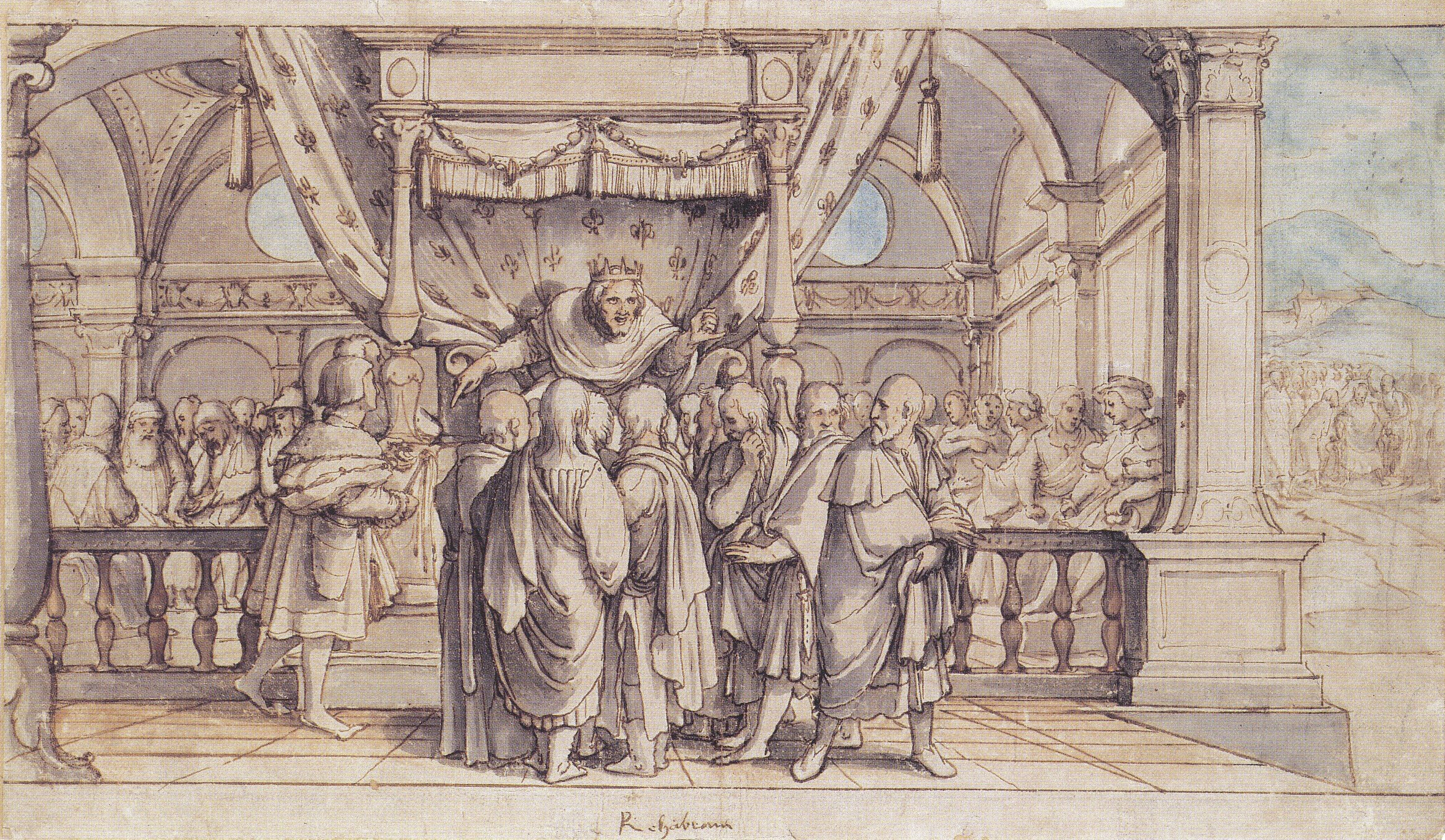
L'insolenza di Roboamo di Hans Holbein il Giovane.

Quando il re Salomone morì, Roboamo gli succedette sul trono. Tuttavia, come tutti i re del tempo, per poter regnare egli doveva ottenere l'alleanza delle tribù d'Israele. Intraprese allora un viaggio a Sichem per incontrare i capitribù lì riuniti. Ma questi, sotto la guida di Geroboamo, ne approfittarono per presentargli le loro richieste: essi chiedevano imposte meno pesanti e l'abolizione delle corvée, che erano state istituite sotto il regno di Salomone per abbellire Gerusalemme.
Invece di seguire i consigli degli anziani, già consiglieri del padre, Roboamo preferì seguire quelli dei propri consiglieri, suoi coetanei. Rifiutò dunque brutalmente di acconsentire alle richieste delle tribù. Geroboamo e le tribù del Nord non accordarono la loro alleanza a Roboamo e si costituirono in regno separato, il Regno di Israele.
Ritornato a Gerusalemme, Roboamo si accorse che solamente due tribù gli erano rimaste fedeli: quella di Beniamino e quella di Giuda. Costituì quindi con queste il Regno di Giuda.
Nel racconto biblico, la sorte del regno di Roboamo è legata all'infedeltà di Salomone nei confronti di Yahweh. Il precedente re aveva infatti sposato tantissime donne ("settecento principesse e trecento concubine"), di cui molte straniere. Sarebbero state queste donne a spingerlo ad adorare altri dèi. Questa infedeltà irritò Yahweh, il quale, apparendo a Salomone, gli annunciò che gli avrebbe tolto il regno, ma, per l'amore che ebbe sempre per Davide, lo avrebbe tolto non a lui in vita, ma al figlio, Roboamo appunto.
Quasi cinque anni dopo l'incoronazione di Roboamo il regno di Giuda subì l'invasione degli Egiziani guidati dal faraone Sisach, che giunse con le sue truppe fino a Gerusalemme, ove si appropriò del tesoro del Tempio e di quello della reggia di Roboamo. Inoltre, durante il regno di Roboamo, vi fu una continua conflittualità con quello di Geroboamo.

## Mogli e figli
Il Secondo Libro delle Cronache attribuisce a Roboamo 18 mogli e 60 concubine dalle quali egli avrebbe avuto 28 figli e 60 figlie. Più dettagliatamente il libro citato menziona come mogli:
- Macalat, figlia di Ierimot e di Abiail, dalla quale Roboamo ebbe:
  - Ieus, Senaria e Zaam
- Maaca, figlia di Assalonne, della quale nello stesso punto la Scrittura dice che: "Roboamo amò più di tutte le mogli e concubine"[11]. Da Maaca Roboamo ebbe:
  - Abia, che gli succedette[12]
  - Attai, Ziza e Selomit